# Straubing Spiders
Gli Straubing Spiders sono una squadra di football americano di Straubing, in Germania, fondata nel 1984.

## Dettaglio stagioni

### Tornei nazionali

#### Campionato

##### Bundesliga/GFL
| Stagione | regular season | regular season | regular season | regular season | regular season | regular season | playoff | playoff | playoff | playoff | playoff | playoff          | playoff        |
|          | Vin            | Par            | Per            | Tot            | PF             | PS             | Vin     | Per     | Tot     | PF      | PS      | risultato        | avversaria     |
| -------- | -------------- | -------------- | -------------- | -------------- | -------------- | -------------- | ------- | ------- | ------- | ------- | ------- | ---------------- | -------------- |
| 2022     | 6              | 0              | 4              | 10             | 339            | 307            | 0       | 1       | 1       | 25      | 66      | Quarti di finale | Potsdam Royals |
| Totale   | 6              | 0              | 4              | 10             | 339            | 307            | 0       | 1       | 1       | 25      | 66      |                  |                |

Fonti: Enciclopedia del Football - A cura di Roberto Mezzetti

##### 2. Bundesliga/GFL2
| Stagione | regular season | regular season | regular season | regular season | regular season | regular season | playoff | playoff | playoff | playoff | playoff | playoff    | playoff    |
|          | Vin            | Par            | Per            | Tot            | PF             | PS             | Vin     | Per     | Tot     | PF      | PS      | risultato  | avversaria |
| -------- | -------------- | -------------- | -------------- | -------------- | -------------- | -------------- | ------- | ------- | ------- | ------- | ------- | ---------- | ---------- |
| 1985     | 3              | 0              | 7              | 10             | 151            | 277            | -       | -       | -       | -       | -       | -          | -          |
| 1986     | 4+?            | 1+?            | 3+?            | 10             | 144+?          | 121+?          | -       | -       | -       | -       | -       | -          | -          |
| 1988     | 2+?            | 1+?            | 6+?            | 10             | 76+?           | 164+?          | -       | -       | -       | -       | -       | -          | -          |
| 1989     | 4+?            | 0+?            | 3+?            | 10             | 84+?           | 107+?          | -       | -       | -       | -       | -       | -          | -          |
| 1990     | 3+?            | 0+?            | 5+?            | 10             | 126+?          | 106+?          | -       | -       | -       | -       | -       | -          | -          |
| 1991     | 7              | 1              | 4              | 12             | 236            | 221            | -       | -       | -       | -       | -       | -          | -          |
| 1992     | 2              | 0              | 8              | 10             | 116            | 370            | -       | -       | -       | -       | -       | -          | -          |
| 1999     | 3              | 0              | 11             | 14             | 111            | 444            | -       | -       | -       | -       | -       | -          | -          |
| 2000     | 4              | 0              | 10             | 14             | 202            | 390            | -       | -       | -       | -       | -       | -          | -          |
| 2001     | 1              | 0              | 9              | 10             | 111            | 288            | -       | -       | -       | -       | -       | -          | -          |
| 2002     | 2              | 0              | 12             | 14             | 117            | 437            | -       | -       | -       | -       | -       | Retrocessi | -          |
| 2018     | 10             | 0              | 4              | 14             | 496            | 329            | -       | -       | -       | -       | -       | -          | -          |
| 2019     | 9              | 0              | 3              | 12             | 431            | 182            | -       | -       | -       | -       | -       | -          | -          |
| 2021     | 8              | 0              | 0              | 8              | 334            | 121            | -       | -       | -       | -       | -       | Promossi   | -          |
| Totale   | 62+?           | 3+?            | 85+?           | 158            | 2735+?         | 3557+?         | -       | -       | -       | -       | -       |            |            |

Fonti: Enciclopedia del Football - A cura di Roberto Mezzetti

##### Regionalliga
| Stagione | regular season | regular season | regular season | regular season | regular season | regular season | playoff | playoff | playoff | playoff | playoff | playoff      | playoff                |
|          | Vin            | Par            | Per            | Tot            | PF             | PS             | Vin     | Per     | Tot     | PF      | PS      | risultato    | avversaria             |
| -------- | -------------- | -------------- | -------------- | -------------- | -------------- | -------------- | ------- | ------- | ------- | ------- | ------- | ------------ | ---------------------- |
| 1987     | 7              | 0              | 1              | 8              | 288            | 26             | 3       | 0       | 3       | 97      | 18      | Promossi     | Regensburg Royals      |
| 1998     | 9              | 0              | 1              | 10             | 295            | 86             | -       | -       | -       | -       | -       | Promossi     | -                      |
| 2003     | 10             | 0              | 2              | 12             | 213            | 112            | 0       | 1       | 1       | 0       | 20      | Non promossi | Wiesbaden Phantoms     |
| 2004     | 4              | 0              | 8              | 12             | 109            | 331            | -       | -       | -       | -       | -       | -            | -                      |
| 2012     | 5              | 0              | 5              | 10             | 171            | 198            | -       | -       | -       | -       | -       | -            | -                      |
| 2013     | 9              | 0              | 1              | 10             | 270            | 130            | -       | -       | -       | -       | -       | -            | -                      |
| 2014     | 6              | 0              | 6              | 12             | 326            | 370            | -       | -       | -       | -       | -       | -            | -                      |
| 2015     | 8              | 0              | 2              | 10             | 353            | 255            | -       | -       | -       | -       | -       | -            | -                      |
| 2016     | 7              | 0              | 3              | 10             | 317            | 263            | 0       | 2       | 2       | 21      | 109     | Non promossi | Albershausen Crusaders |
| 2017     | 10             | 0              | 2              | 12             | 649            | 362            | 2       | 0       | 2       | 102     | 14      | Promossi     | Pforzheim Wilddogs     |
| Totale   | 75             | 0              | 31             | 106            | 2991           | 2133           | 5       | 3       | 8       | 220     | 161     |              |                        |

Fonti: Enciclopedia del Football - A cura di Roberto Mezzetti

##### Landesliga Bayern/Bayernliga
| Stagione | regular season | regular season | regular season | regular season | regular season | regular season | playoff | playoff | playoff | playoff | playoff | playoff     | playoff    |
|          | Vin            | Par            | Per            | Tot            | PF             | PS             | Vin     | Per     | Tot     | PF      | PS      | risultato   | avversaria |
| -------- | -------------- | -------------- | -------------- | -------------- | -------------- | -------------- | ------- | ------- | ------- | ------- | ------- | ----------- | ---------- |
| 1993     | 5              | 0              | 5              | 10             | 220            | 147            | -       | -       | -       | -       | -       | -           | -          |
| 1994     | 4              | 2              | 2              | 8              | 180            | 96             | -       | -       | -       | -       | -       | -           | -          |
| 1995     | 6              | 1              | 1              | 8              | 204            | 46             | 1       | 2       | 3       | 70      | 82      | Terzo posto | [ 2 ]      |
| 1996     | 6              | 0              | 2              | 8              | 168            | 70             | 1       | 2       | 3       | 46      | 73      | Terzo posto | [ 2 ]      |
| 1997     | 8              | 0              | 1              | 9              | 399            | 103            | -       | -       | -       | -       | -       | -           | -          |
| 2008     | 6              | 0              | 4              | 10             | 194            | 139            | -       | -       | -       | -       | -       | -           | -          |
| 2009     | 4              | 0              | 6              | 10             | 118            | 229            | -       | -       | -       | -       | -       | -           | -          |
| 2010     | 2              | 0              | 8              | 10             | 108            | 319            | -       | -       | -       | -       | -       | -           | -          |
| 2011     | 9              | 0              | 1              | 10             | 250            | 94             | -       | -       | -       | -       | -       | -           | -          |
| Totale   | 50             | 3              | 30             | 83             | 1851           | 1243           | 2       | 4       | 6       | 116     | 155     |             |            |

Fonti: Enciclopedia del Football - A cura di Roberto Mezzetti

##### Verbandsliga Bayern
| Stagione | regular season | regular season | regular season | regular season | regular season | regular season | playoff | playoff | playoff | playoff | playoff | playoff   | playoff    |
|          | Vin            | Par            | Per            | Tot            | PF             | PS             | Vin     | Per     | Tot     | PF      | PS      | risultato | avversaria |
| -------- | -------------- | -------------- | -------------- | -------------- | -------------- | -------------- | ------- | ------- | ------- | ------- | ------- | --------- | ---------- |
| 2007     | 4              | 1              | 3              | 8              | 152            | 127            | -       | -       | -       | -       | -       | -         | -          |
| Totale   | 4              | 1              | 3              | 8              | 152            | 127            | -       | -       | -       | -       | -       |           |            |

Fonti: Enciclopedia del Football - A cura di Roberto Mezzetti

##### Aufbauliga Bayern (sesto livello)
| Stagione | regular season | regular season | regular season | regular season | regular season | regular season | playoff | playoff | playoff | playoff | playoff | playoff   | playoff    |
|          | Vin            | Par            | Per            | Tot            | PF             | PS             | Vin     | Per     | Tot     | PF      | PS      | risultato | avversaria |
| -------- | -------------- | -------------- | -------------- | -------------- | -------------- | -------------- | ------- | ------- | ------- | ------- | ------- | --------- | ---------- |
| 2019     | 8              | 0              | 2              | 10             | 289            | 109            | -       | -       | -       | -       | -       | -         | -          |
| Totale   | 8              | 0              | 2              | 10             | 289            | 109            | -       | -       | -       | -       | -       |           |            |

Fonti: Enciclopedia del Football - A cura di Roberto Mezzetti

##### Aufbauliga Bayern (settimo livello)
| Stagione | regular season | regular season | regular season | regular season | regular season | regular season | playoff | playoff | playoff | playoff | playoff | playoff   | playoff    |
|          | Vin            | Par            | Per            | Tot            | PF             | PS             | Vin     | Per     | Tot     | PF      | PS      | risultato | avversaria |
| -------- | -------------- | -------------- | -------------- | -------------- | -------------- | -------------- | ------- | ------- | ------- | ------- | ------- | --------- | ---------- |
| 2006     | 8              | 0              | 0              | 8              | 193            | 24             | -       | -       | -       | -       | -       | -         | -          |
| Totale   | 8              | 0              | 0              | 8              | 193            | 24             | -       | -       | -       | -       | -       |           |            |

Fonti: Enciclopedia del Football - A cura di Roberto Mezzetti

### Riepilogo fasi finali disputate
| Anno              | Luogo   | Evento       | Fase del torneo      | Incontro                                   | Risultato       |
| 1987              |         | Regionalliga | Spareggio promozione | Regensburg Royals - Straubing Spiders      | 18 - 33         |
| 2003              |         | Regionalliga | Spareggio promozione | Wiesbaden Phantoms - Straubing Spiders     | 20 - 0 d.g.s.   |
| 2016              |         | Regionalliga | Spareggio promozione | Straubing Spiders - Albershausen Crusaders | 14 - 60; 7 - 49 |
| 2017              |         | Regionalliga | Spareggio promozione | Pforzheim Wilddogs - Straubing Spiders     | 14 - 54; 0 - 48 |
| 10 settembre 2022 | Potsdam | GFL          | Quarti di finale     | Potsdam Royals - Straubing Spiders         | 66 - 25         |